# Wilhelm Uhde (Kunsthändler)

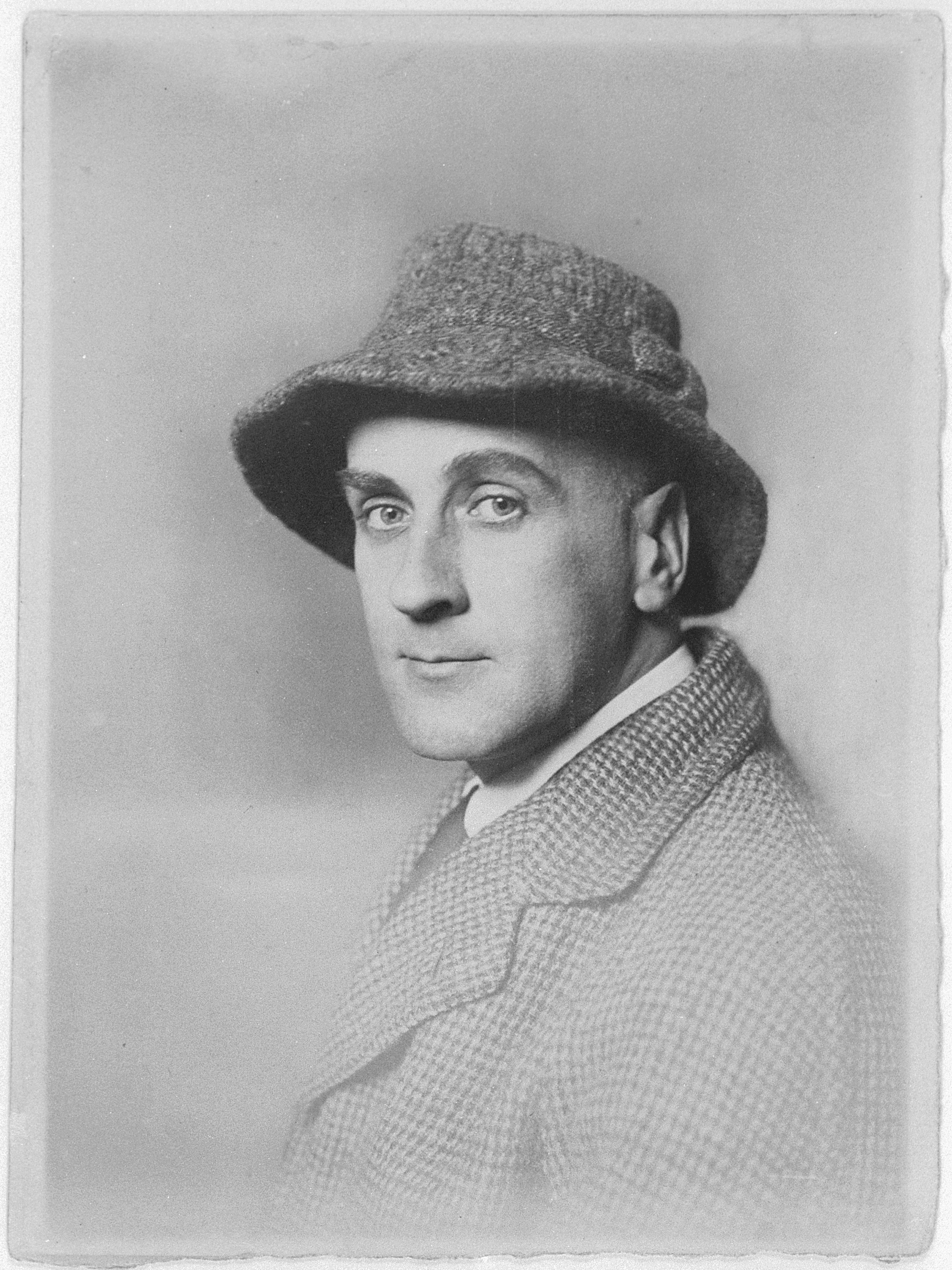
Fotoporträt von Wilhelm Uhde, um 1910

Wilhelm Uhde (* 28. Oktober 1874 in Friedeberg, Neumark, damals Preußen; † 17. August 1947 in Paris) war ein deutscher Kunsthändler, Kunstsachverständiger, Autor und Galerist.

## Leben

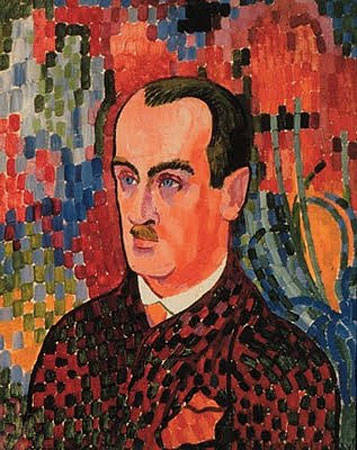
Robert Delaunay: Porträt Wilhelm Uhde, 1907

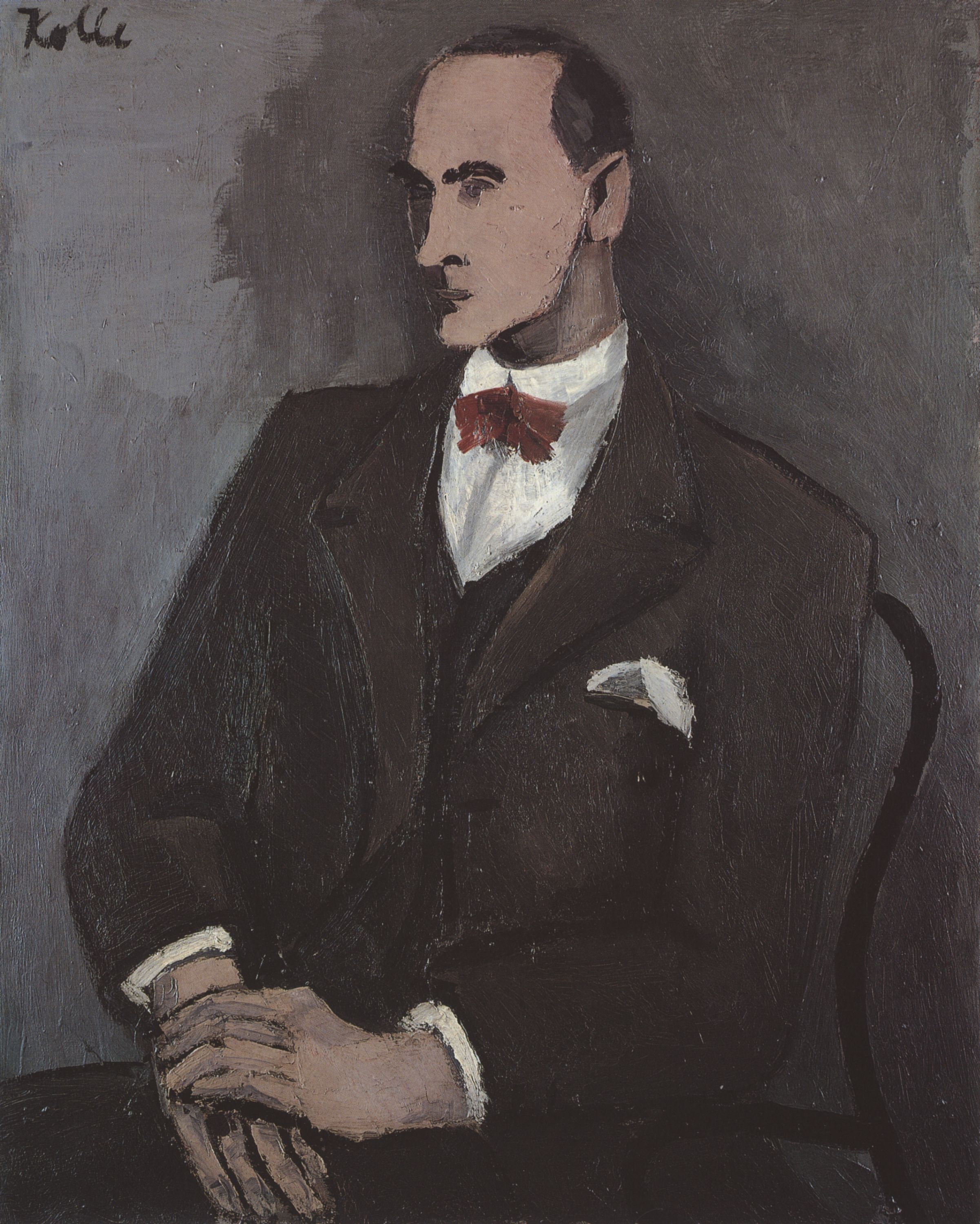
Helmut Kolle: Porträt Wilhelm Uhde, um 1930

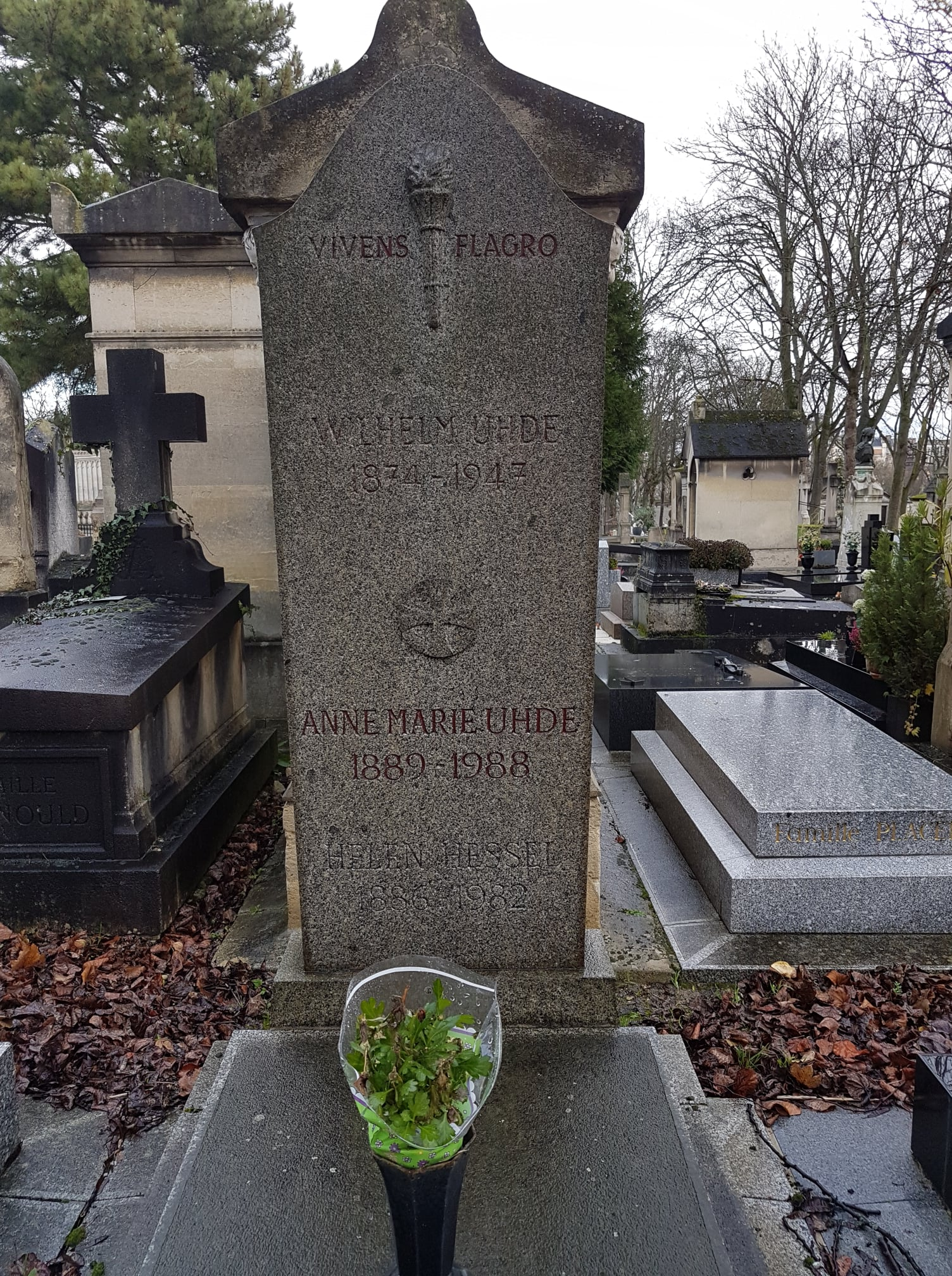
Grabstein auf dem Cimetière Montparnasse

Wilhelm Uhde stammte aus einer Juristenfamilie. Er studierte an der Technischen Universität Dresden Rechtswissenschaft und anschließend Kunstgeschichte in München und Florenz. 1904 ließ er sich in Paris nieder, wo er begann, Werke der damals noch unbekannten Künstler Pablo Picasso und Georges Braque zu kaufen. Am Montparnasse eröffnete er eine Galerie. Picasso, dessen Bankett für Rousseau im Bateau-Lavoir, dem Atelier des Künstlers, Uhde im November 1908 besucht hatte, porträtierte den Galeristen im Jahr 1910.
Ab 1908 organisierte Uhde Ausstellungen der Impressionisten und Kubisten. Als seine Sammlung 1914 mit Ausbruch des Ersten Weltkriegs durch den französischen Staat konfisziert wurde, verließ Uhde das Land und kehrte erst zehn Jahre später zurück. In der Zeit des Nationalsozialismus und des Zweiten Weltkriegs hielt er sich in Südfrankreich auf. Der deutsche Staat hatte ihn ausgebürgert, er war staatenlos.
1908 heiratete ihn die Malerin Sonia Terk, die eine Zweckehe brauchte, die er, „pas trop de goût pour les femmes“, bieten konnte. Nach der baldigen Scheidung heiratete sie Robert Delaunay. Uhde lernte im Jahr 1917 den 25 Jahre jüngeren Maler Helmut Kolle (1899–1931) kennen, der sein Lebenspartner wurde. Um 1930 schuf Kolle ein Porträt Uhdes.
Uhde verfasste mehrere Bücher über die Kunstrichtungen, denen sein Interesse galt. Er gilt auch als der Entdecker von André Lanskoy, Henri Rousseau und Séraphine Louis sowie anderer Vertreter der naiven Malerei (zum Beispiel von Louis Vivin).
1928 fand auf seine Initiative hin in der Pariser „Galerie Quatre Chemins“ die Ausstellung „Les Peintres du coeur sacré“ („Die Maler des heiligen Herzens“) mit Bildern von André Bauchant und Camille Bombois, Séraphine Louis und Louis Vivin statt.
Wilhelm Uhde starb im Jahr 1947 im Alter von 72 Jahren in Paris. Sein Grabmal befindet sich auf dem Cimetière Montparnasse, wo seine Schwester Anne-Marie Uhde und die Modejournalistin Helen Hessel im selben Grab beigesetzt sind.

## Rezeption
Die Lebensgeschichte der Malerin Séraphine Louis und ihre Entdeckung durch Uhde verarbeitete der Regisseur Martin Provost 2008 in der Filmbiografie Séraphine. Die belgische Schauspielerin Yolande Moreau stellt die Malerin dar und Ulrich Tukur spielt den Kunstsammler Uhde. Der Spielfilm gewann im Jahr 2009 sieben César.

## Schriften
- Manfred Flügge: Paris ist schwer. Deutsche Lebensläufe in Frankreich. Das Arsenal, Berlin 1992, ISBN 3-921810-20-5. Darin:
  - M. Flügge: Der deutsche Kunsthändler Wilhelm Uhde. S. 41 ff.
  - W. Uhde: Aufzeichnungen aus den Kriegsjahren. S. 59 ff. (1939–1944, über seine ziellose Flucht vor den Deutschen durch das Land, als alter Mann)
  - Anne-Marie Uhde: Nachwort zu den Aufzeichnungen. S. 105 ff.
- Wilhelm Uhde: Der Maler Helmut Kolle. Das Bildnis eines Frühvollendeten. Atlantis, Berlin / Zürich 1935.
- Wilhelm Uhde: Fünf Primitive Meister. Rousseau / Vivin / Bombois / Bauchant / Seraphine [Louis]. Atlantis, Zürich 1947.
- Wilhelm Uhde: Von Bismarck bis Picasso: Erinnerungen und Bekenntnisse. Römerhof Verlag, Zürich 2010, ISBN 978-3-905894-06-6 (Autobiografie mit einem kommentierenden Essay von Bernd Rock).